# 公文重忠
公文 重忠（くもん しげただ）は、戦国時代の武将。天竺氏、長宗我部氏の家臣。

## 略歴
細川氏の庶流・天竺氏の家臣である石谷重信の子として誕生。
後に同じく天竺氏の家臣で土佐国香美郡徳善（とくぜ）城主・公文正信の養嗣子となる。
天文16年（1547年）、長宗我部国親により大津城を攻略され主君・天竺孫十郎花氏が滅ぼされると、実父や弟・横山友隆らと共に抵抗するものの、降伏し家臣となった。勇猛な武士で多くの戦で功があったと伝わる。後に大坂の陣で長宗我部氏が没落すると、公文氏は帰農して土着したとされる。公文式の創始者の数学者の公文公や、社会学者の公文俊平は後裔にあたる。
貧乏で正月の餅つきが出来なかったため、城下ではそれが恒例となったという伝承がある。